# Uzi
Az Uzi (héberül: עוזי) géppisztolyt Uziel Gal tervezte az 1940-es évek végén, az első prototípusokat 1950-ben mutatták be. Először 1954-ben vezették be az Izraeli Különleges Erők, két évvel később általánosan bevezették.
Megbízhatósága elmarad a legendás AK-47 gépkarabélyétól (igaz, a feladata is más).